# Миртюки
Миртюки — село Стрийського району Львівської області.

## Назва
Очевидно, що назва села Миртюки й походить від назви поля Мєртюкі, яке тягнулося від Братківців аж до Верчан, природною межею якого був правий рукав річки Жижава та польова дорога, що тягнулася паралельно русла річки. [джерело?]
Польська назва поля пол. Miertiuki трансформувалась в українську назву села Мєртюкі або Міртюки На російському письмі ця власна назва передавалась як Мертюки або Миртюки. Усталився правопис Миртюки.

## Історія
Село Миртюки, що знаходиться на правому березі річки Стрий, виникло у період між двома світовими війнами. За часів Другої Речі Посполитої належало до Братківської гміни Стрийського повіту Станіславського воєводства. Зараз це населений пункт Стрийського району Львівської області, Україна.

### Події до заснування населеного пункту
Територія сучасних Миртюк адміністративно належала до Браківців. На перехресті доріг стояв пам'ятник святому Антонію Падевському (Падуанському), який у 90 роки XX ст. перенесено на сільське кладовище. Як відомо, Антоній Падевський 10 років був монахом ордену францисканців, за легендою, мав дар говоріння мовами. У XV — XVI століттях монахи Ордену францисканців засновували монастирі на землях Східної Галичини. Це був період так званої монастирської колонізації. Можливо, що саме їм належала ідея спорудити пам'ятник Антонію на перехресті та покласти початок заселенню Миртюк. [джерело?]
За даними археологічної експедиції 1931 року людина на цих теренах з'явилася ще у III ст. до н. е. Було знайдено рештки культури шнурованої кераміки. Кілька десятків століть досліджувана територія освоюється повільно та з зростанням кількості населення у Братківцях виникає потреба заселення та освоєння нових територій австрійсько-польськими колонізаторами, які вже давно відчували нестачу земель на метрополії. У XVIII столітті інтенсивно освоюються землі навколо Стрия німецькими колоністами, які привозять з собою не тільки нові технології, але й протестантську віру.[джерело?]

### Польський період
Як видно з наведеної таблиці (за матеріалами збірника «Стрийщина») галицьке село формувалося у полікультурному багатонаціональному середовищі, втраченому внаслідок радянської окупації та Другої світової війни.
| Рік                          | Гр.кат. (укр)                | Лат. (пол)                   | Протест. (інших)             | Мойс. (жидів)                | Всього                       | К-сть будинків               |
| Братківці, Слобідка, Миртюки | Братківці, Слобідка, Миртюки | Братківці, Слобідка, Миртюки | Братківці, Слобідка, Миртюки | Братківці, Слобідка, Миртюки | Братківці, Слобідка, Миртюки | Братківці, Слобідка, Миртюки |
| ---------------------------- | ---------------------------- | ---------------------------- | ---------------------------- | ---------------------------- | ---------------------------- | ---------------------------- |
| 1909                         | 1243                         | 186                          | 14                           | 105                          | 1548                         |                              |
| 1914                         | 1535                         | 441                          | 61                           | 218                          | 2255                         |                              |
| 1921                         | 1858                         | 293                          |                              |                              |                              |                              |
| 1931                         | 1580                         | 670                          | 46                           | 80                           | 2376                         | 385                          |
| Миртюки, Слобідка            |                              |                              |                              |                              |                              |                              |
| 2004                         | 1638                         | 428                          |                              |                              |                              |                              |

Заселення Миртюк тісно пов'язане з господарською діяльністю жителів с. Братківці, бо саме їм польсько-австрійський уряд надавав у користування землю на Жижаві. На території сучасних Миртюк до Першої світової війни було декілька жилих будинків, які розміщувались вздовж польової дороги, у яких проживали Кемпа Леон, його дружина Ришель та дочка Гелька. На правому березі Жижави біля млина проживали Дратва і Чабана. Вздовж центральної дороги були будинки Пророка Шимона, Червіньських, Войтоня Юзека, Каміньських, М.Гефера, М Прерар, А.Блаш. Міхал Пшебила жив у будинку на протилежному боці. У будинку Косовського Антона була відкрита у 1945 р. школа, а тепер там знаходиться поштове відділення. Вздовж центральної дороги проживали Кузьо Тимко, Праненмаєр Казимир, Пророк Міхал, Скалка Юзеф, Солтис Обушко проживав по сусідству з Віктором Словінські. Мадура не завершив свій дім, який і тепер світиться порожніми віконницями. Це — колишнє приміщення сільського клубу та бібліотеки. 
З 1923 року Польща проводить відверту асиміляційну політику щодо населення Західної України. Колонізаційна політика була спрямована на утворення «п'ятої колони» — так званих осадників. Осадниками були демобілізовані солдати, відставні чиновники, а потім усі охочі. До 1939 року у сільській місцевості оселилося 200 тис. поляків, а в містах — 100 тис.
Починаючи з 1925 року розпочинається заселення невеликої площі між залізницею і дорогою переселенцями з польських земель, які працювали на державній службі у Стрию або були відставними службовцями і польський уряд надав їм землі для довічного користування у приміських селах, бо в Стрию для них не вистачало житла. На цих землях з'явилось кільканадцять будинків з характерною для сіл Східної Польщі забудовою та поселились люди, які за своїм походженням та освітою були у більш привілейованому становищі ніж колишні власники землі. Розпочався новий етап запровадження нових правил ведення господарства. Нові колоністи (осадники) вели особливий спосіб життя, який тяжів до польської общини Стрия. Діти ходили до польських шкіл у Стрию та у початкову польську школу на Слобідці. Окремі жителі підтримували тісні зв'язки з родиною десь під Берліном, Варшавою чи Дрезденом, а дехто з родини перебував у Бельгії чи Франції.
У 30-тих роках 20 століття у Польщі прокотилась хвиля політичних репресій проти українців, які були незадоволені асиміляційними процесами у Східній Галичині. Політичні процеси не минули стороною і село Миртюки. У газеті «Стрийська думка» за 16 жовтня 1934 року була розміщена стаття про намірне вбивство вчителя А. Йормана зі Стрілкова римарським учеником 19-літнім Петром Кузівим з Мєртюк. У статті йдеться про те, що у стрілківського вчителя хтось стріляв, коли він повертався додому вночі. Прямих доказів замаху на А. Йормана не було, але це не перешкодило трибуналу засудити Петра Кузіва до 10 років ув'язнення, а 9 голосів присяжних підтвердили вищу міру покарання. Свідками на суді були жителі Стрілкова Романчуківна, Ковальська, Ткач, Гринчишин, Солтис, які підтвердили сумніви А. Йормана.
Перший номер газети «Стрийська думка» побачив світ у січні 1934 року, і зразу ж завоював симпатії в українського населення Стрийщини. На сторінках газети поміщались матеріали, які свідчили про репресії польської влади щодо українського населення, а також акти громадянської непокори. У липні 1934 року до Берези Катузької було відправлено 8 юнаків Стрийщини, а через місяць така ж доля спіткала і Петра Кузіва. Молодь Стрийщини не стояла осторонь політичної боротьби. З інших джерел [яких?] довідуємось, що Петро Кузів у 1934 році вступив до ОУН і загинув у роки Другої світової війни. Кузів Іван загину у Фалиші, а Онуфрій був поранений у Верчанах. Щоб не потрапити до рук ворога застрелив себе.

### Миртюки під час Другої світової війни
До середини 40 рр. XX ст. на Миртюках проживали Масюта, Нізінські, Глас, Рембач, Кій, Жара. У переддень війни в селі поселився директор школи з Трускавця Євстахій Мацан, який продав будинок у Дрогобичі, а на Миртюках побудував за аналогічним проектом. У роки Другої світової війни у його будинку розміщувалась штаб квартира німецького командування, а законні мешканці проживали у підвалі. Мацан знав німецьку мову, тому його використовували інколи як перекладача. Завершення воєнних дій на території Стрийщини14 серпня 1944 р. Євстахій Мацан був призначений директором Стрілківської школи.
Комарницький Л. Д. згадує, що, коли їх родина переїхала до Миртюк у селі проживало лише чотири українські сім'ї, у Миртюках було приблизно 20 хат. Жителі в основному займалися землеробством, працювали на залізниці, на млинах та тартаках. На Миртюках КомарницькийЛ. Д. проживає з 1933 року. У 1941 році юнак був вивезений німцями на примусові роботи. У 1945 році повернувся знову у село. У цей час уже йшло виселення поляків до Польщі, а на їх місце приїжджали українські сім'ї з Польщі. Декілька польських родин повернулись на свою батьківщину.
У 1941 році у напівпорожньому селі були розквартировані німецькі солдати. Власники будинків проживали в напівпідвальних приміщеннях. Молодих людей відправили на примусові роботи до Німеччини та Австрії.
Протягом 1943-44 років на село впало 3-4 авіаційних бомби, які пошкодили декілька будинків, але жертв не було.
Ймовірно, що до 30 років XX ст. на Миртюках не було кладовища, бо перші поховання припадають на другу половину 30 років. Ця невеличка площа збереглась і досі. Навколо хреста, біля якого височіє черешня, пустує місце. Кажуть, що це перша могила дівчини-польки. Інші могили не мають певних зовнішніх ознак захоронень, а деякі з них поступово зрівнюються з землею. Кладовище освячували священики греко-католицького та католицького обрядів.
У роки війни та у перші повоєнні роки протистояння між поляками і українцями було вигідне як німецьким так і радянським загарбникам. Вони особливо не вмішувались, до певної міри, у ці стосунки. На урочищі Воротище поляки, переодягнувшись у німецьку форму, розстріляли сім'ю Душинських, а в 1945 році напали на Грибниках на підводи з дахівкою, яку везли селяни Станкова, щоб перекрити спалену нацистами хату.
Комарницький зазначає, що на Миртюках стосунки поляків і українців були нормальними, хоча поляки також готувались до збройної боротьби: на Миртюках було знайдено 2 склади зброї на подвір'ях колишніх власників.
5 серпня 1944 року під натиском Червоної Армії німецькі війська відступили, але протистояння між поляками та українцями не припинилось. Саме у ті роки було прийнято рішення про розмежування кордонів.
Масове переселення супроводжувалось конфіскацією майна, вбивствами. Дуда Ян у 1928 році побудував на Миртюках хату. Мав трьох синів. У 1944 році його родину виселили з Миртюк до Сибіру. Згодом вони через Індію повернулись до Польщі.

### Миртюки за часів СРСР
З відновленням державності Польщі та радянізацією західноукраїнських земель розпочинається черговий розподіл матеріальних ресурсів, який став причиною переселення сотень тисяч осіб польської та української національностей. Система міждержавних договорів передбачала таке широкомасштабне переселення. При районних радах були створені переселенські відділи, які вели облік, звіти, а також видавали відповідну документацію.
У покинуте село почали прибувати люди з різних сіл Польщі, сусідніх з Миртюками сіл, жителі яких допомагали воїнам УПА.
Заселення Миртюк тривало до 1951 року вихідцями з прилеглих сіл, жителі яких тією чи іншою мірою були пов'язані з національно-визвольним рухом (Корчунок, Пила, Бережниця), українці з території Польщі.
Наступний етап заселення Миртюк — етап хрущовської відлиги, коли до Миртюк на постійне проживання повертались репресовані. Друга половина 60-х — перша половина 70-х років охоплює період інтенсивного освоєння неужитків під забудову та промислове будівництво. І, нарешті, завершальний етап 90-ті роки XX ст. роздача під забудову орних земель на лівому березі Жижави. Колишні братківські Лани (Łane) отримали назву Нові Миртюки.
Отож, процес заселення Миртюк з перервами тривав майже 1,5 століття. Найінтенсивнішим слід вважати 70-ті — 90-ті роки XX століття.
Поряд з цим відбувався складний процес формування Миртюк, як окремої адміністративної одиниці, який привів до відокремлення від Братковець двох сіл — Слобідки та Миртюк. Цьому посприяв також поділ братківських земель на два колективні господарства з центром у Стрілкові та Станкові, і у зв'язку з цим переведенням Миртюк та Слобідки у підпорядкування Стрілківської сільської ради. У перші роки незалежності України було прийнято рішення про утворення Миртюківської сільської ради, до якої ввійшло і село Слобідка. Таким чином, у проймі двох рукавів Жижави та річки Стрий, утворилась нова адміністративна одиниця, яка у 30-х рр. XX ст. носила назву пол. Miertiuki Osada Miertiuki na Żyżawie.
За декілька років село Миртюки стало переважно заселене українцями — вимушеними переселенцями з Польщі. У роки хрущовської відлиги у село переїхала сім'я Шимків з Снігурівського району Херсонської області.
Вимушені переселенці були власниками певного майна, вартість якого їм ніхто не компенсував і до сьогодні. Переселенцям видавали Переселенський квиток на право користуватись пільгами передбаченими постановою Ради Міністрів СРСР від 30 липня 1949 року № 3277 При райвиконкомах були створені переселенські відділи. Переселення мало законні підстави — міждержавні угоди, посімейні та поешелонні списки. Поселенці отримували невелику кількість поля, державну допомогу.
У повоєнні роки село Миртюки залишалось невеличким прикарпатським селом на правому березі річки Стрий. Будинки були розташовані вздовж центральної дороги та прилеглих вулиць. Війна та переселення внесли певні корективи у структуру поселення.
У сусідніх з Миртюками селах проживало переважно українське населення. У цих краях за залізницею Стрий-Станіслав у селах Слобідка, проти поневолювачів велась справжня партизанська війна. Безкраї листяні ліси по берегах Бережниці стали тимчасовим притулком для вояків УПА, які часто виконували бойові завдання у Стрию, де були розташовані важливі стратегічні об'єкти.
Народ пам'ятає своїх героїв. Про них складена українська народна балада «Бей», а на місці їх героїчної смерті споруджено пам'ятну могилу. На відкриття могили приїжджав ветеран національно-визвольних змагань п. Й. Сабат (псевдо Буй -Тур), який проживає у Тернополі. Фотографія п. Сабата зберігається у власному архіві п. Й. Шваб'юка, жителя Слобідки. 
За нез'ясованих обставин було вбито і голову сільської ради Гутникевича. На могилі зазначено, що він трагічно загинув від рук Облавців.
Після XX з'їзду КПРС у Радянському Союзі розпочинається перший етап реабілітації. У всіх областях були створені спеціальні комісії. Було дозволено створювати такі комісії по реабілітації у таборах. Справи по масових виселеннях з західноукраїнських областей не розглядались. Репресовані жителі Західної України змогли повернутись на Батьківщину лише у 60-х рр. XX ст., а більшість знайшла вічний спокій у сибірській землі.

## Населення

### Мова
Розподіл населення за рідною мовою за даними перепису 2001 року:
| Мова       | Кількість | Відсоток |
| ---------- | --------- | -------- |
| українська | 932       | 99.36%   |
| російська  | 5         | 0.53%    |
| польська   | 1         | 0.11%    |
| Усього     | 938       | 100%     |

## Господарство
Між Миртюками і Фалишем був невеликий за площею дубовий ліс та росли кущі. Цей ліс мав велике значення для господарської діяльності селян навколишніх сіл. Влітку тут випасали худобу, розставляли сильця на зайців, можна було вполювати навіть козулю. Після війни тут збирали жолуді.
Керівництвом колгоспу було прийнято рішення викорчувати цей лісок, щоб розширити посівні площі, але малородючі землі не дали належного прибутку. Тепер тут пасовище. Йде повільний процес відновлення. 
Жижава колись була повноводною річкою. Жителі навколишніх сіл ловили рибу, напували коней, корів, використовували канави для роботи водяних млинів з нижньобійним колесом.
У 70-х роках XX ст. місцеве начальство вирівняло русло річки. Про старе русло нагадують дуплисті верби та газова труба над безводним руслом, промислові підприємства та новобудови на місці колишніх верболозів, а правий рукав Жижави називають каналом.
Важливе місце відігравала дорога, яка сполучала навколишні села з містом Стрий. Паралельно з цією дорогою простягнулась залізнична колія, яка сполучала Стрий з важливим центром виробництва солі Болеховом. Долиною, Станіславом Залізниця поділила Могилки і Міртюки на дві частини. Залізничний і шосейний мости через річку Стрий робили зручним місцезнаходження Миртюк.
Старожили розповідають легенду, пов'язану з назвою невеликого котловану недалеко від річки Стрий. На місці котловану колись стояла корчма. Весело збігав час за чаркою горілки та запальними танцями. Одна жінка так захопилася відвідуванням корчми, що, навіть, у Великодну п'ятницю випивала і танцювала там на втіху таким, як вона сама. Вона взяла образ Матінки Божої, і почала з ним танцювати. Бог прокляв усіх, хто там був, а корчма провалилась крізь землю. На місці, де була корчма утворилась Синіва. Кажуть, що взимку було чути веселі крики, що доносились з глибин Синіви.
У 1938 році частина дороги довжиною майже півкілометра від стрийського моста була укладена бруківкою, яка перебувала в експлуатації до середини 80-х років XX ст. Сліди бруківки і каменю знаходяться і на польових дорогах, що свідчить про їх важливість у господарстві села. У середині XIX ст. частина центральної дороги була обсаджена тополями. Дерева садили у шаховому порядку. Відстань між ними становила 15 сажнів. Від моста до повороту на Братківці було посаджено до 40 тополь. До наших днів збереглась лише назва та декілька прадавніх пнів. Австрійський уряд жорстоко карав за вирубування дерев у лісосмузі. Такі насадження протистояли ерозії ґрунтів, укріпляли береги річки, зменшували шкоду від повеней.
Річка Стрий змінювала русло, відступаючи від Братковець та Миртюк. Жижава інколи завдає матеріальної шкоди жителям Миртюк. У ніч з 30 на 31 липня 2004 року Жижава вийшла з берегів. У бурхливих потоках річки опинилось більша частина села. Рівень води досягав до 1,5 метра. На шкільному стадіоні утворилось озеро. Мали роботу й пожежники: вони відкачували тисячі кубометрів води.
Береги річки стрімкі висотою місцями до 4-5 метрів. Перед Миртюками береги пологіші. Річка розділяється на два рукави. Село опинилося у своєрідному трикутнику, бічні сторони якого два рукави Жижави, а основа — залізниця.
На Бубниськах до Жижави були прокопані два стічні рови (Auszugsgraben), які є й досі. А далі, на південь, проводились меліоративні роботи. Поле висушили. Кількість стічних ровів збільшилась. Деякі з них помилково називають Жижавою. 
До млинів проривали спеціальні канави. Використана вода стікала знову у Жижаву, але вже нижче за течією. На Миртюках така канава була за декілька метрів від польової дороги. Вона тяглася через Могилки аж до млина на Слобідці. Правдоподібно, що млин до 50-тих років XIX ст. стояв на правому березі Жижави, а згодом був розібраний та перенесений. На місці миртюківського млина залишились лише фрагменти фундаменту.
Вздовж старої польової дороги тепер тягнуться електролінії енергосистеми «Мир», а під землею труби нафтопроводу «Дружба».
На правому березі річки Стрий між Братківцями і Миртюками росла лоза з червоною корою, яку використовували для плетіння кошиків та інших кустарних виробів. Лоза була такою густою, що селяни жали її серпами. Сорт цієї лози втрачено. Вона називалась вікліною і була завезена у Братківці місцевим паном Баранським. Мистецтво лозоплетіння приносило значні доходи пану Баранському та євреям, які торгували готовою продукцією. Дехто з них організовували за плату випасання худоби на Лугах. Без дозволу Баранського заборонялось збирати каміння на власні потреби, щоб не пошкодити берегові укріплення, сплетені з лози. У таких штучно створених заплавах водилось багато риби. Після другої світової війни русло Стрия поглибили і заплави, як і рукави та невеличкі острівці зникли назавжди. 
На одному з рукавів річки Стрий, який протікав вздовж дороги Стрий — Жулин розміщувався склад лози. Вона була складена у стоси, окремі гілки проростали. Їх використовували для посадки, для виготовлення кошиків, стільців тощо. Для здирання кори виготовляли спеціальні пристрої у вигляді латинської букви V. Цю роботу виконували також діти. 
Іншим видом промислу була розпиловка лісу на тартаку. Тут працювало переважно чоловіче населення Братковець, Миртюк, Фалиша. На місці сучасного комбінату хлібопродуктів знаходився млин, що був збудований ще у 1860 році. Цей водяний млин переробляв на добу 16 тонн зерна. Трохи далі знаходився тартак Моншайна, на якому працювали жителі Слобідки, Стрілкова та Верчан, вище по течії Жижави у надзвичайно мальовничому місці біля Фалиша стоїть інший млин, який зберігся до наших днів у дуже жалюгідному стані. Колись цей млин славився на всю округу якістю борошна. У різні часи сюди звозили господарі збіжжя. Цей млин був побудований на місці старих млинів у 1912 році німецьким колоністом Андреасом Даніелем, який здавав в оренду Вільяму Біженсу.
Племінниця Даніеля Біженса п. Острижнюк проживає на Миртюках, батько якої одружився з українкою з Угольної. П.Острижнюк переїхала на Миртюки з Івано-Франківщини, купивши хату в Добоша.
У млині під керівництвом Вільяма працював Філіп Бейчак, родом з села Вельдіж, син українця і німкені Ельжбетти. Мама померла, коли Філіпу виповнився 1 рік. Філіп почав працювати у млині з 1928 року. На роботі він втратив око. Він був спеціалістом своєї справи. Мав відповідні дипломи. Рятуючись втечею від Червоної Армії Вільям Біженс залишив млин і будинок Філіпу, який працював на ньому до 60 рр XX ст. Помер Філіп у 93 річному віці, а його дружина Анастасія Махник живе у будинку біля старого млина. В Україну Анастасія втекла з сестрою від переслідувань у 1939 році, а в 1941 році вийшла заміж за Філіпа. Все своє життя працювала в колгоспі. Млин став колгоспною власністю, а з часом втратив своє господарське значення. Величезні жорна мололи збіжжя. Мололи допоки було кому запускати лопасті.
На Могилках польський уряд почав відвантажувати шутер. Про кількість добутого шутру свідчить той факт, що в 30-ті роки тут функціонувала вузькоколійка. Була також невелика вантажно-розвантажувальна станція. Площа кар'єру становила близько 2 га.
У післявоєнні роки геологічна експедиція проводила тут пошук корисних копалин. Було знайдено поклади калійних солей, але до видобутку не приступили.
Біля головної дороги досі стоїть с особливий будинок з колонами. Це — колишній ресторан «Асторія», який був побудований у 1878 році. За рестораном тягнулась алейка, що вела до відкритого танцювального майданчика. 
На протилежній стороні стояла корчма, відвідування якої мало інколи плачевні результати. Житель Братківців, повертаючись добряче напідпитку додому, скерував коні в річку.
На Миртюках селяни володіли земельними наділами до 4 га. Власниками землі були не тільки селяни, а й працівники залізниці. Леон Кемпа обіймав якусь високу посаду на нафтодобувних підприємствах Борислава, а на Миртюках володів чотирма га землі та будинком разом з господарськими приміщеннями.
Після 1944 року за відбудову господарки взялось нове радянське керівництво, основним завданням, якого було створення колективних господарств. Люди, як могли, захищали своє майно від колективізації. Першими переконали у перевагах колгоспу нових поселенців, які за шматок хліба працювали наймитами у Братківцях та Стрілкові, бо обіцяних земельних наділів не отримали. Клаптики землі розподілили аж навесні, а через рік -два знову забрали у колективну власність разом з урожаєм. Та, навіть, не наймитування так не переконало людей організувати колгосп, як обіцянка повернути їх на батьківщину. Зрештою, кожен розумів, що це неможливо, але тішив себе надією, бо були ще й інші обіцянки влади — вислати в Сибір.
Колгосп був організований і на Миртюках. Але земля вчителя Мацана не була занесена до колективної власності. Коли треба було жати жито власті доручили це зробити колгоспникам, але жоден з них не пішов жати чужу ниву. Цей спротив викликав неабияке обурення влади, яка швидко знайшла вихід: загони НКВД на дорозі зупиняли селянські підводи, давали серпи і примушували селян, які повертались з базару, жати певну кількість ниви.
На Миртюках уповноважені Афонін і Косенко намагались записувати усіх жителів до колгоспу. Люди вдавались до всіляких хитрощів. Один чоловік декілька разів ховав свою жінку під периною від настирливих уповноважених. Зате бабу Магду вони записали аж п'ять разів, бо вона не мала свого будинку і змушена була проживати у сусідів які давали їй харчі та притулок по черзі.
У 1950 році кілька колгоспників, серед них був чоловік Добош Осипи, отримали завдання від вояків УПА заготовити 2 підводи зерна. Вони виконали завдання, але зрадник видав їх. За співробітництво з повстанцями радянська влада жорстоко покарала, хоча на розклеєних листівках можна було прочитати обіцянки влади дарувати свободу тим, хто добровільно здасться або видасть бандитів. До сьогодні на фалиському млині висять, пожовклі від часу, клаптики таких настанов радянської влади. Чекала кара і на тих, хто зривав подібну писанину або стирав лозунги, написані червоною фарбою, на стінах будинків. 
У 60-70 роках XX ст., Миртюки забудовуються промисловими підприємствами, з'являється будинок побуту, ресторан «Ромен», будівельно-монтажне управління, автотранспортне управління тощо. У колгоспах працювало лише 4-5 осіб, а село поступово ставало спальним районом м. Стрия, де працювала переважна більшість жителів. За старанну працю П'ясецька Катерина була нагороджена Орденом «Знак Пошани», а Павлик Петро, Соколик Дмитро, Наконечний Михайло, Пасемків Дмитро — Орденом «Знак Пошани» і «Трудового Червоного Прапора».
Важливе місце у інфраструктурі господарства колоністів посідала школа, яка була доступною для дітей колоністів та дітей чиновників. Школа з польською мовою навчання була відрита на Слобідці. Початкова школа з українською мовою навчання працювала у Братківцях. У школах навчалося у середньому від 70 до 100 дітей. Деякі з них навчались у гімназіях та школах м. Стрий.
Для комуністичного тоталітарного режиму було також важливою ідеологічна підтримка завоювань соціалізму, яка вилилась у боротьбу з неписьменністю. Для цього у 1945 році у Миртюках була створена початкова школа. У школі навчалось до 40 учнів віком від 7 до 14 років. Вчила їх Височанська Доміана, яка мала дар до малювання. Колишнім учням запам'ятався її акуратний каліграфічний почерк, згодом вчителька працювала в одній із стрийських шкіл.
У роки, коли йшов процес укрупнення колгоспів сіл, початкову школу на Миртюках ліквідували. Малі села заносились до статусу неперспективних. Більш ніж 15 років діти Миртюк здобували початкову і середню освіту у школах Стрия та у Станківській середній школі. З середини 90-х рр. XX ст., неподалік від приміщення старої польської школи, відкривається початкова школа на Слобідці.
Проблема вдосконалення змісту освіти виникала і виникає на різних етапах розвитку суспільства, бо від якості освіти залежить інтелектуальний і культурний потенціал українського народу. У другій половині 80-х років XX ст. у колишньому СРСР було розроблено програму основних напрямків реформи загальноосвітньої школи. В умовах незалежності України розвиток освіти набув нового змісту, тому і виникла проблема його концептуального оформлення. У листопаді 1993 року Кабінет Міністрів України затвердив програму яка й передбачала внесення істотних змін у систему освіти в Україні. Своєрідним початком реалізації цієї програми у Стрийському районі стало будівництво Миртюківської спеціалізованої школи, яке розпочалось у складних фінансово-економічних умовах.
Через шість років, 22 серпня 1999 року запрацювала новозбудована школа.
Влітку 1999 року на будівництві школи працювали не тільки будівельники. Жителі села брали активну участь у будівельних роботах. До роботи на завершенні будівництва школи долучились також і вчителі, які після конкурсного відбору приступили до педагогічної роботи у Миртюківській школі. Процес становлення школи проходив у довготривалих дискусіях, високі посадові особи були певним чином зацікавлені у відкритті саме спеціалізованої школи з іноземних мов та інформатики, а фінансувати такий проект на перших порах виявилось досить складно через великі перевитрати. Але й тут знайшлися способи як залатати бюджетну діру. Керівництво школи у стислі строки розробило навчальний план, узгодило програми викладання навчальних дисциплін. Школа отримала статус юридичної особи. Навчальний план школи значно розширював можливості учнів отримати якісну базову і середню освіту. Школи Стрийського району надали допомогу підручниками, яких не вистачало для учнів. З часу свого заснування школа стала центром проведення різноманітних заходів, семінарів, методичних днів, педагогічних конференцій.

## Політика

### Парламентські вибори, 2019
На позачергових парламентських виборах 2019 року у селі функціонувала окрема виборча дільниця № 461477, розташована у приміщенні будинку культури.
Результати
- зареєстровано 747 виборців, явка 64,93%, найбільше голосів віддано за партію «Голос» — 27,84%, за «Європейську Солідарність» — 20,21%, за «Слугу народу» — 18,97%.[3] В одномандатному окрузі найбільше голосів отримав Андрій Гергерт (Всеукраїнське об'єднання «Свобода») — 21,28%, за Андрія Кота (самовисування) — 18,80%, за Володимира Наконечного (Слуга народу) — 14,26%[4].